# Sarah Farias
Sarah Farias (Maceió, 25 de junho de 1982), é uma cantora e compositora brasileira de música cristã contemporânea e membro da igreja Assembleia de Deus Vitória em Cristo - ADVEC. 

## Carreira
Sarah iniciou a sua carreira musical em 1998 lançando o álbum Dono do Tempo. A partir de 2015, tornou-se notável com as músicas: Deixa eu te usar, Só quem tem raiz, Sobrevivi, O céu está me sustentando (composta pela cantora como um consolo de Deus, em decorrência do falecimento de sua filha, em 2020), Deus não vai parar, com participação das também cantoras Stella Laura e Valesca Mayssa. Sarah Farias já foi indicada ao Grammy Latino, com o álbum Sarah Farias. 

## Discografia
- 1998 – Dono do Tempo [carece de fontes?]
- 2006 – De Joelhos[4]
- 2009 – Eu Faço Parte dos 7 Mil[5]
- 2012 – Novidade[6]
- 2015 – Vivendo a Novidade[7]
- 2018 – Renovo[8]
- 2021 - Sarah Farias Ao Vivo[9]
- 2022 - Tá Passando[10]
- 2025 - Experience

### Singles
- Renovo (2017)[11]
- Sobrevivi (2018)[12]
- Coisas maiores (2019)[13]
- O céu está me sustentando (2020)
- Espírito Santo (2020)[14]
- Deus de futuro (2021)
- Deus dos meus pais (2021)
- Deus não vai parar (2021)[15]

## Prêmios e indicações
| Ano  | Prêmio                  | Categoria                                                                   | Resultado | Ref.   |
| ---- | ----------------------- | --------------------------------------------------------------------------- | --------- | ------ |
| 2017 | Troféu Gerando Salvação | Artista Revelação                                                           | Indicada  | [ 16 ] |
| 2020 | Troféu Gerando Salvação | Videoclipe - "O Céu Está me Sustentando"                                    | Venceu    | [ 17 ] |
| 2021 | Grammy Latino           | Melhor Álbum de Música Cristã em Língua Portuguesa - "Sarah Farias Ao Vivo" | Indicada  | [ 18 ] |
| 2024 | Troféu Rede Gospel      | Cantora do Ano                                                              | Venceu    | [ 19 ] |